# Rhinoclemmys panamaensis
Rhinoclemmys panamaensis es una especie extinta de tortuga con edad Mioceno temprano-medio, hallada en la Formación Cucaracha justo debajo del lado oeste del Puente Centenario en la Cuenca del Canal de Panamá.

## Descripción
Esta especie se diferencia de todas las demás de Rhinoclemmys en su gran tamaño adulto (longitud de caparazón estimada entre 38 y 41 cm); caparazón y plastrón alargado; dorso del caparazón liso y acarinado. Rhinoclemmys panamaensis es el miembro más grande conocido del género y es morfológicamente más similar a la existente R. funerea.

## Etimología
Nombrado por su procedencia, el país de Panamá.